# Системна шина
Системната шина е компютърна шина, която свързва основните компоненти на една компютърна система. Технологията е разработена за намаляване на разходите и подобряване на модулността. Тя съчетава функциите на шина за данни, за да пренася информация, на адресна шина, за да се определи къде трябва да бъдат изпратени данните, и на контролна шина, за да се определи неговата работа. Макар и популярна през 70-e и 80-e години на 20 век, съвременните компютри използват различни отделни шини, адаптирани към по-специфични нужди.